# Euthanasiecentrum Hadamar

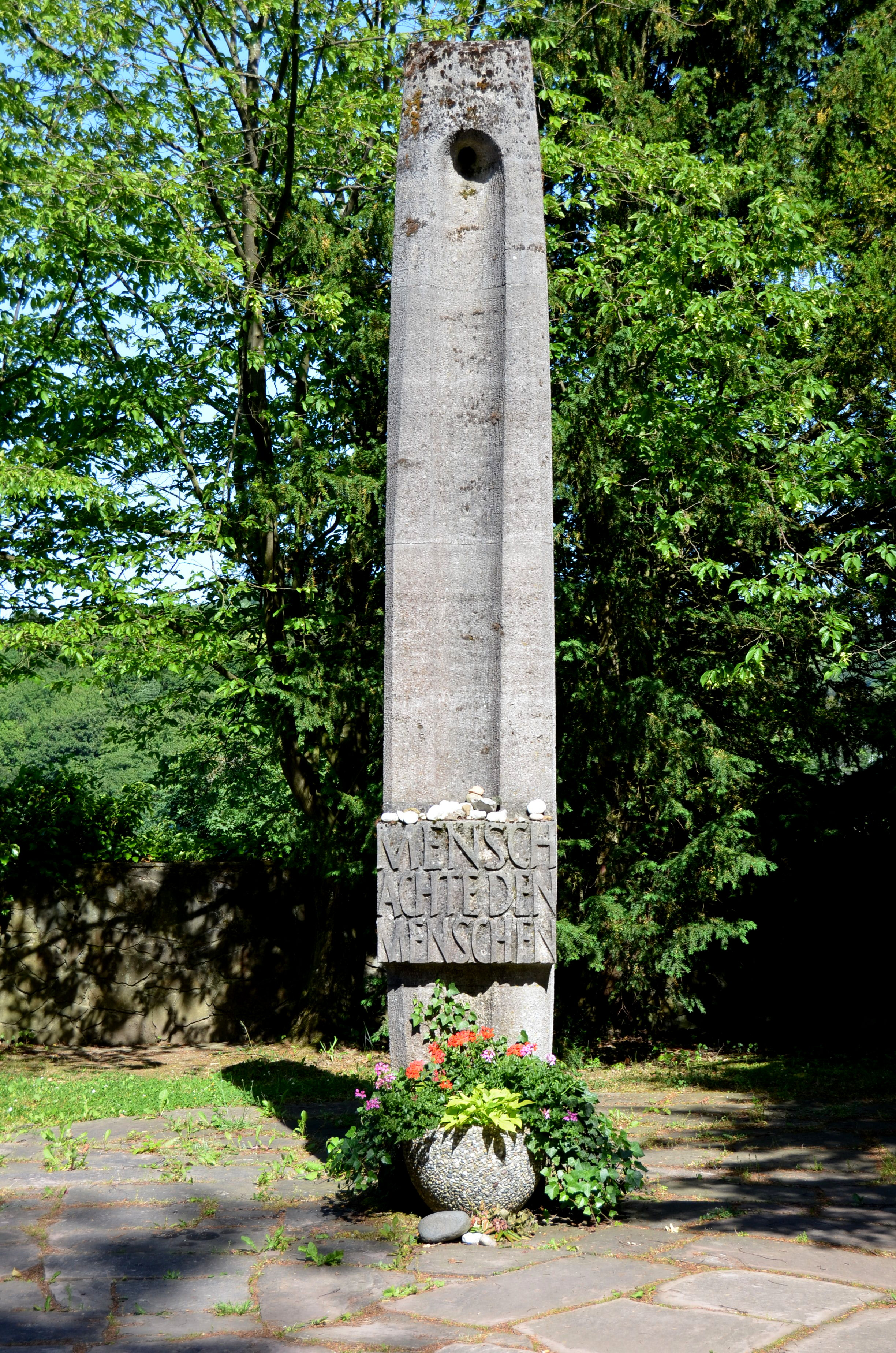
Monument op het kerkhof

In het Euthanasiecentrum Hadamar (Duits: Tötungsanstalt Hadamar)  in de Duitse deelstaat Hessen werden tussen januari 1941 en maart 1945 ongeveer 14.500 mensen met beperkingen en psychische stoornissen vermoord. Dit gebeurde in het kader van het nationaalsocialistische euthanasie- en sterilisatieprogramma Aktion T4. De slachtoffers kwamen door vergassing of een dodelijke injectie om of door opzettelijke uithongering. Het euthanasiecentrum was gevestigd in het oude hoofdgebouw van de Psychiatrische Kliniek op de Mönchberg. De Gedenkstätte Mönchberg houdt tegenwoordig de herinnering aan de slachtoffers en de gebeurtenissen levend.

## Aktion T4
In het begin van de Tweede Wereldoorlog werd in een Berlijnse villa aan de Tiergartenstrasse 4 de systematische moord op patiënten in psychiatrische inrichtingen gepland. T4 was de codenaam voor de villa van waaruit de organisatie en coördinatie van dit euthanasieprogramma plaatsvond. Deze villa werd in de oorlog verwoest, maar een informatiebord en een plaquette herinneren aan de plaats van Tiergarten 4.

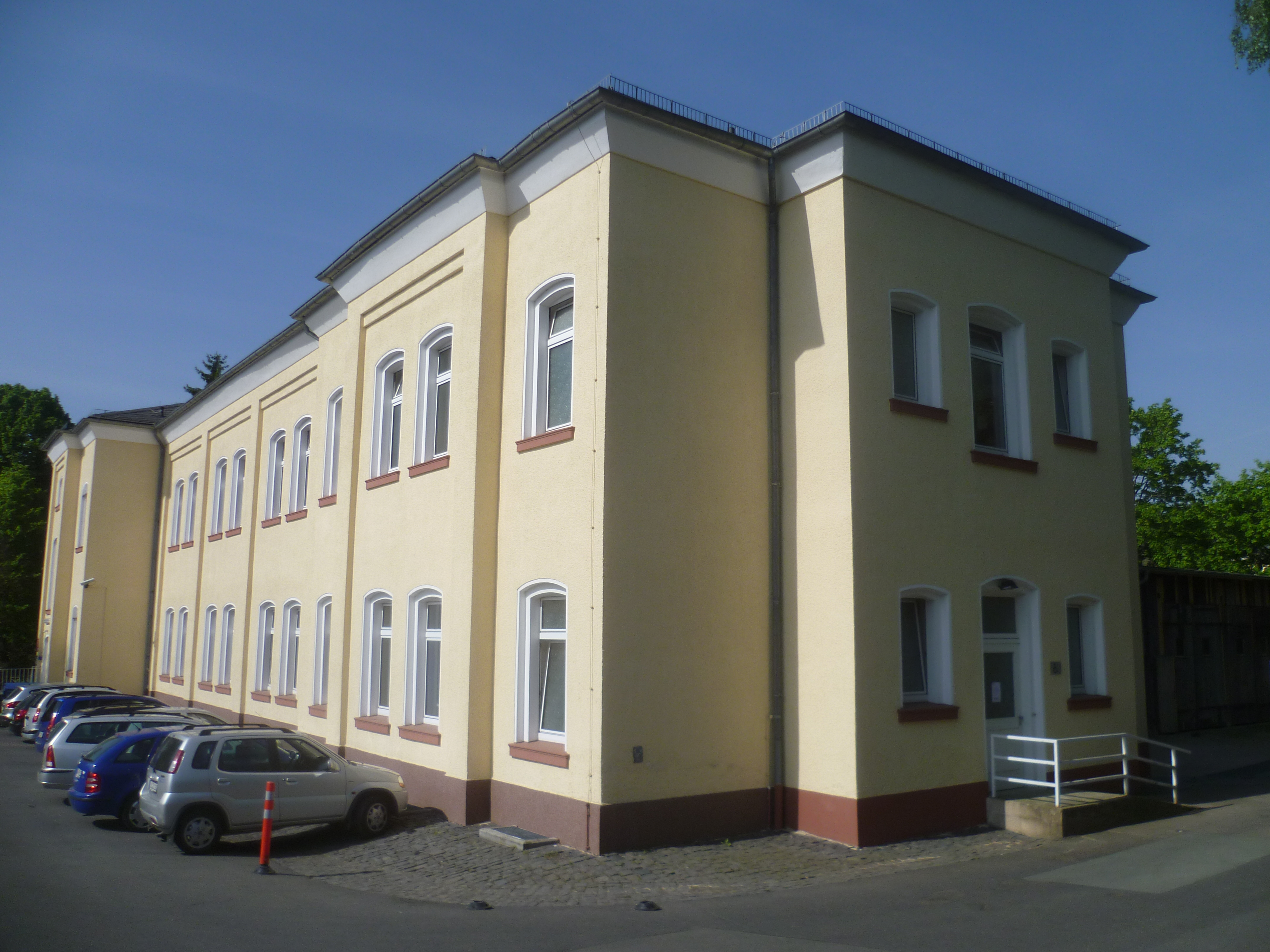
De vleugel van het oude hoofdgebouw waar de moord op de patiënten plaatsvond

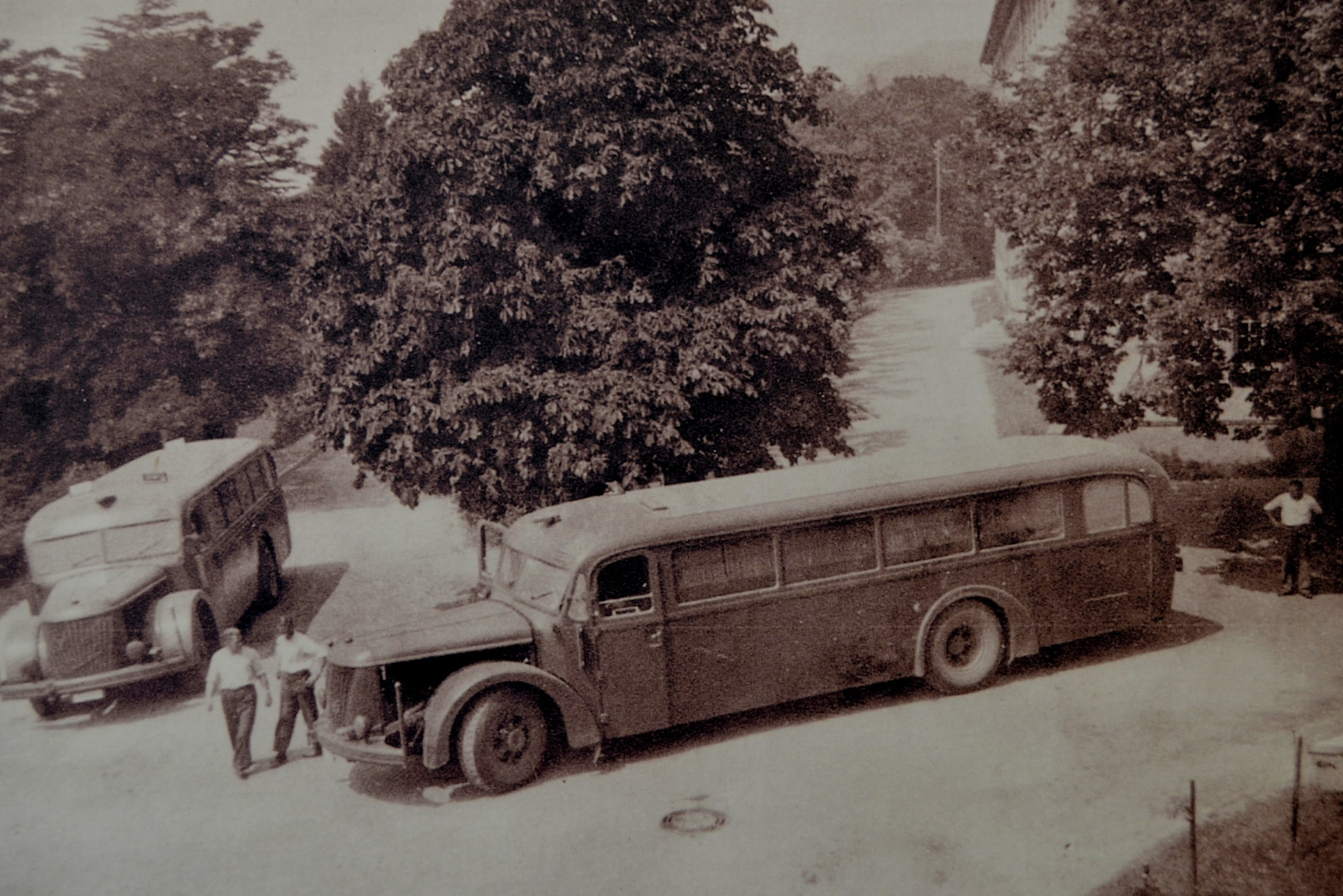
De grijze bussen van waarin de patiënten werden vervoerd

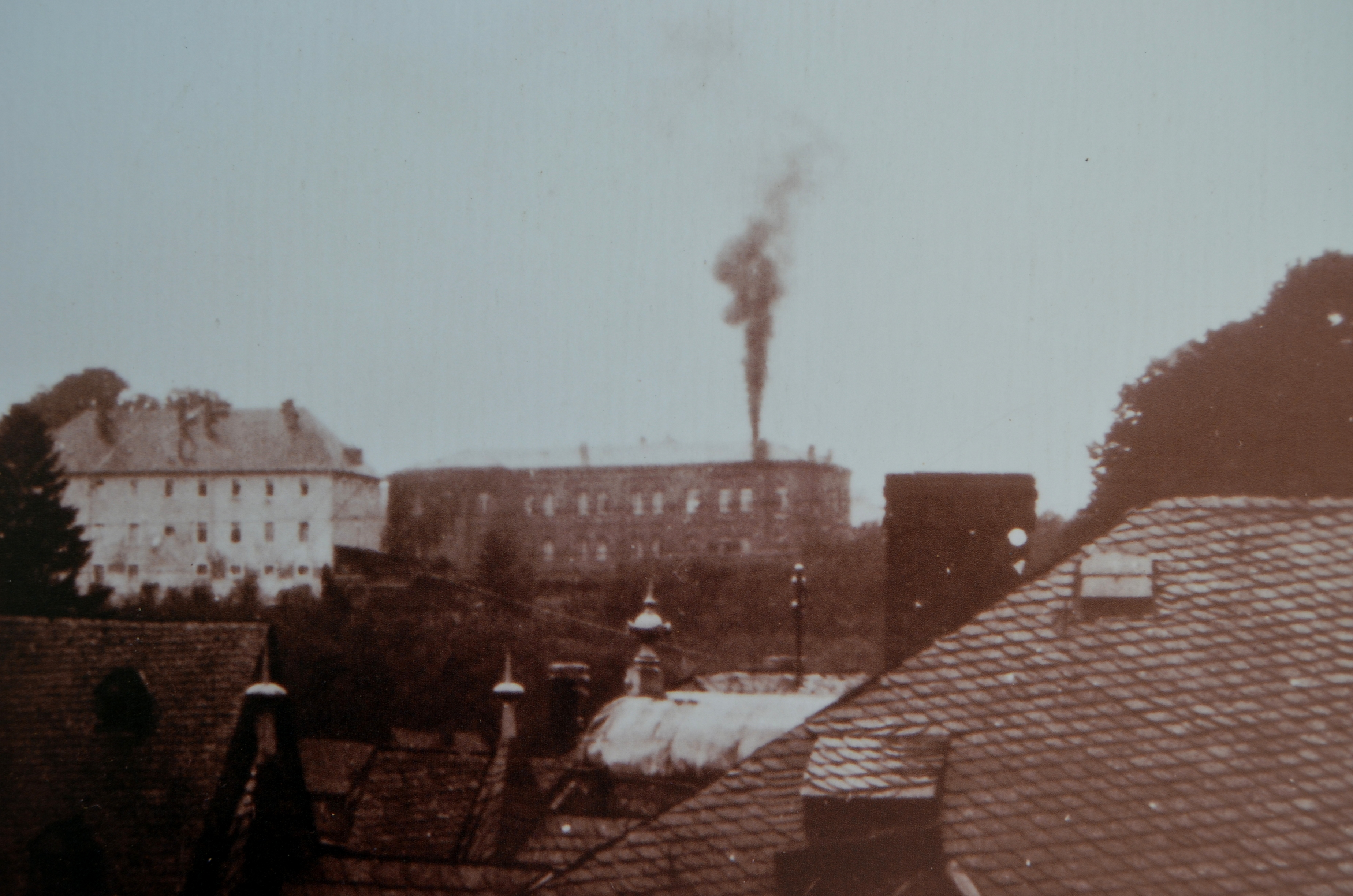
De rook van het crematorium van het euthanasiecentrum in Hadamar

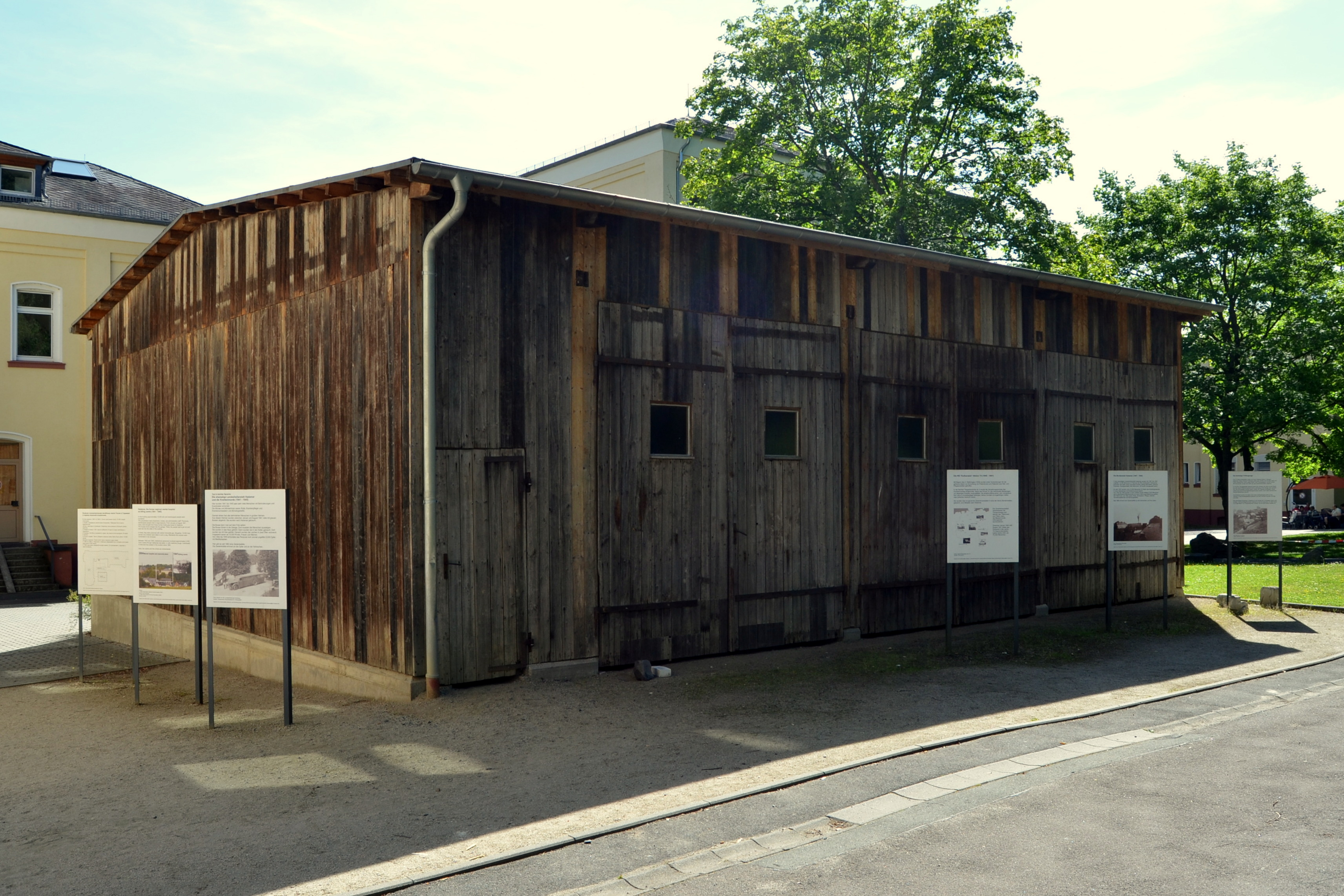
De garage waar de bussen met patiënten werden geparkeerd, alvorens zij door een sluis naar de rechtervleugel van het gebouw werden geleid.

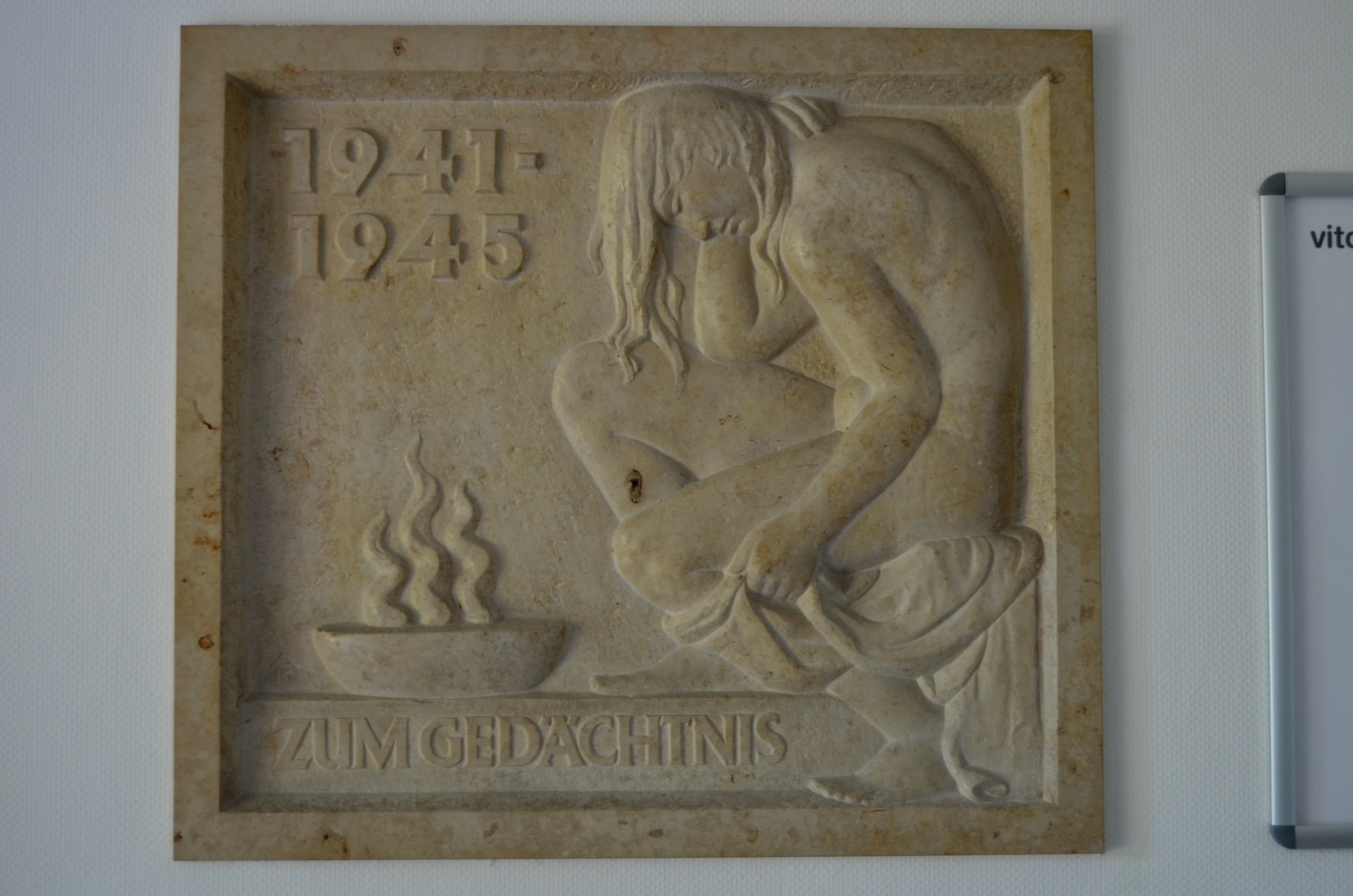
Herinneringsplaquette in de hal van het hoofdgebouw

## De inrichting in Hadamar
In een vleugel van het hoofdgebouw van de Psychiatrische Inrichting van Hadamar werden in 1940, als laatste van de in totaal zes euthanasiecentra van het Duitse Rijk, de voorbereidingen getroffen voor de uitvoering van het nationaalsocialistische euthanasieprogramma. Naast de inrichting van een kantoor en woon- en recreatieruimte voor het nieuwe personeel werden heimelijk in de kelder van het gebouw een gaskamer met aangrenzend een crematorium met twee ovens aangelegd. Kort voor de kerst arriveerde het speciaal voor het euthanasieprogramma geselecteerde personeel, onder wie artsen, zusters en verplegend personeel en waaronder ook drie bussen van het transportbedrijf Gemeinnützige Krankentransportgesellschaft mbH (kortweg Gekrat resp. GeKraT), die de patiënten naar de plaats vervoerden waar zij zouden worden vermoord.

## De slachtoffers
De slachtoffers waren afkomstig uit afzonderlijke inrichtingen en werden zonder de familieleden daarvan vooraf in kennis te stellen eerst naar een van de aan Hadamar toegewezen inrichtingen getransporteerd. Van daaruit werden de slachtoffers door Hadamar opgeroepen om er te worden vermoord. Nadat de bussen werden geparkeerd in de nog altijd bestaande garage, werden de patiënten door een omheind pad geleid naar het gebouw, waar ze uiteindelijk zouden worden omgebracht.
Na binnenkomst werden de patiënten ieder apart eerst voor een arts en administratief medewerker voorgeleid. De arts wierp een korte blik op het naakte slachtoffer en koos vervolgens uit een lijst met 61 mogelijke doodsoorzaken de meest waarschijnlijke uit om in te vullen op het overlijdensbericht dat naar de familie werd gestuurd. De slachtoffers werden voorts nog gewogen en gefotografeerd, waarna ze door twee verplegers naar de ongeveer 14 m² grote gaskamer in de kelder werden gebracht. Deze als doucheruimte gecamoufleerde gaskamer bood plaats aan maximaal 60 personen.
De arts die even tevoren nog het korte onderzoek uitvoerde en de doodsoorzaak van het slachtoffer bepaalde, bediende in een nevenruimte tevens de gaskraan en observeerde via een kleine opening in de muur de stervende mensen. Sommige vooraf geselecteerde slachtoffers werden daarna naar een aparte ruimte gebracht voor de verwijdering van hun hersens ten behoeve van wetenschappelijk onderzoek. De overige lijken werden naar een ruimte bij het crematorium verplaatst, waar eerst nog eventuele gouden tanden werden getrokken om vervolgens te worden gecremeerd. Een bijzondere ambtelijke afdeling van Hadamar-Mönchberg zond na de moord een overlijdensbericht naar de familie met de valse doodsoorzaak.
Volgens gelijkluidende getuigenissen werd in de zomer van 1941 de crematie van de 10.000e patiënt op bizarre wijze feestelijk gevierd. Het personeel werd tijdens het middageten uitgenodigd om deze gelegenheid bij te wonen. Tegen de avond verzamelden de genodigden zich in de rechtervleugel van het gebouw, waar iedereen een fles bier kreeg alvorens men zich naar de kelder begaf. Daar lag op een met bloemen versierde baar het lijk van een naakte man met een groot waterhoofd. Märkle, een medewerker van de instelling, had zich voor de gelegenheid speciaal verkleed als priester en hield er een begrafenisrede. Nadat het lijk de verbrandingsoven in werd geschoven werd er muziek gespeeld en brak er een drinkgelag uit, dat ten slotte ontaardde in een feestelijke ommegang rond het hele gebouw.

## Fase 1
Vanaf 1941 werden dagelijks mensen met beperkingen en psychische stoornissen uit de inrichtingen van de Pruisische provincies Hessen-Nassau, Westfalen, Hannover en de Rijnprovincie en de staten Hessen, Baden en Württemberg via tusseninstellingen in grote grijze bussen naar Hadamar gebracht. Volgens een interne T4-statistiek werden in Hadamar tussen 13 januari 1941 en 1 september 1941 10.072 mensen vergast, of, volgens het taalgebruik van hun moordenaars, ontsmet.
Volgens geactualiseerde lijsten van de Gedenkstätte Hadamar (2010) bedroeg het aantal slachtoffers in de eerste operationele fase van het euthanasiecentrum 10.122 patiënten. Alhoewel de verrichtingen strikt geheim waren, moeten de rook van het crematorium, de stank van verbrand vlees samen met doorsijpelende berichten van het personeel op zijn minst geleid hebben tot vermoedens bij de bevolking van Hadamar dat er op de Mönchberg systematisch werd gemoord.
Mede dankzij de felle protesten vanuit de Rooms-Katholieke Kerk werd de eerste fase van Aktion T4 op 24 augustus 1941 in opdracht van Hitler afgesloten. Ook de bisschop van Limburg, Antonius Hilfrich, in wiens bisdom Hadamar lag, had een protestbrief naar de minister van Justitie verzonden. In deze eerste fase van de zogenaamde volwassenen-euthanasie zijn in totaal meer dan 70.000 patiënten in de diverse centra door vergassing vermoord.

## Fase 2
Nadat Berlijn in de zomer van 1942 had besloten het euthanaseren in het kader van Aktion T4 stop te zetten, werden de gaskamer in Hadamar opgeheven en de ruimten in het hoofdgebouw in de oude toestand teruggebracht. Al vanaf augustus 1942 werd de moord op gehandicapten en geesteszieken echter weer voortgezet. Herbert Linden, een van de organisatoren van Aktion T4, stelde zich ten doel om nog eens 60% van de beschikbare bedden in de psychiatrie voor slachtoffers van de bombardementen en gewonde soldaten vrij te maken. Dit werd de opgave die de tweede fase van het euthanasie-programma inluidde.
In tegenstelling tot de oude situatie werd er nu niet alleen gedood in een beperkt aantal instellingen, maar in een veel groter aantal instellingen verspreid over het gehele Rijk. In plaats van vergassing vonden de moorden nu plaats door gerichte ondervoeding leidend tot de dood en de verstrekking van overdoses van geneesmiddelen zoals luminal en veronal, injecties van morfine-scopolamine of simpelweg door toediening van lucht. Terwijl in de eerste fase de artsen de daders waren, werden bij het doden nu ook zusters en verplegend personeel ingezet. Tijdens deze tweede fase van het Euthanasiecentrum Hadamar werd de kring van de slachtoffers nog tweemaal uitgebreid. Nieuwe slachtoffers waren half-Joodse kinderen, de zogenaamde Mischlinge, die officieel door de Neurenbergse rassenwetten voor deportatie en moord werden beschermd. Van de in totaal 39 half-Joodse kinderen werden er 34 vermoord, terwijl 5 van deze kinderen na zware juridische druk uit de instelling werden ontslagen. Vanaf juli 1944 werden ook zogenaamd ongeneeslijk aan tuberculose lijdende dwangarbeiders uit het oosten door gifinjecties vermoord. Het betrof 274 mannen, 173 vrouwen en 21 kinderen jonger dan 15 jaar van voornamelijk Russische en Poolse afkomst. Andere slachtoffers waren door bombardementen verwarde mensen en soldaten met een psychiatrische aandoening. 
Tussen 13 augustus 1942 en 24 maart 1945 werden 4.817 mensen met een beperking of psychische stoornis gedood. Tot de bezetting van de Amerikaanse troepen op 26 maart 1945 bleef het systematisch moorden in Hadamar doorgaan.
Het totale aantal slachtoffers van beide fasen bedraagt ten minste 14.494 mensen.

## De Gedenkstätte Hadamar
In 1953 werd een reliëf in het toenmalige hoofdgebouw (Huis nummer 5) aangebracht. Op het kerkhof, waar veel slachtoffers in massagraven ter aarde werden besteld, werd in 1964 een monument geplaatst met de tekst Mensch, achte den Menschen.
Tegenwoordig herinnert het herinneringscentrum Gedenkstätte Hadamar aan de slachtoffers van het euthanasieprogramma. Het centrum informeert over de gebeurtenissen, maar thematiseert ook actuele vraagstukken.
Het herdenkingscentrum bestaat uit een permanente tentoonstelling, de nog authentieke kelderruimten met de voormalige gaskamer, het crematorium met de weer blootgelegde oven, de vroegere garage waar de bussen met de nieuwe slachtoffers werden geparkeerd en het kerkhof.

## Rechtsgang

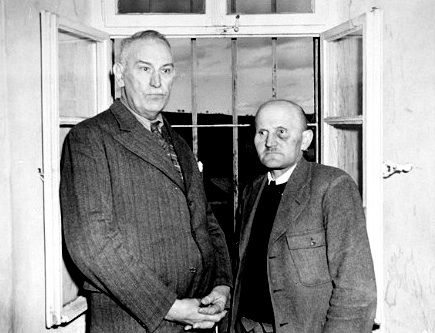
Adolf Wahlmann en Karl Willig (5 april 1945)

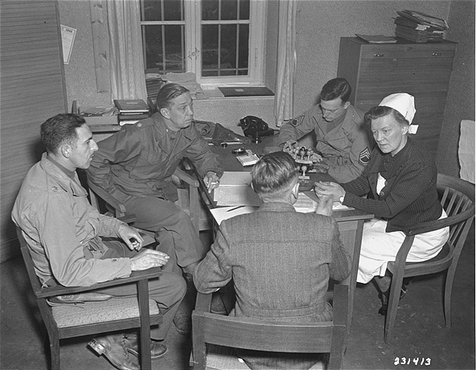
Ondervraging van Irmgard Huber (4 mei 1945)

Het Hadamar Proces werd het eerste grote proces tegen de gruweldaden van de nazi's in de Amerikaanse bezettingszone en duurde van 8 tot 15 oktober 1945. De Amerikanen waren vastbesloten de daders te vervolgen, maar zagen al snel in dat het internationaal recht op dat moment tekortschoot om de misdaden van Duitse daders jegens de eigen bevolking succesvol ten laste te leggen. Het Amerikaans militair tribunaal was echter wel in staat om zeven medewerkers van het euthanasiecentrum te vervolgen wegens hun aandeel aan de misdaden jegens de 476 Poolse en Russische dwangarbeiders, burgers van bondgenoten van de VS.
| Naam           | Beroep             | Straf                                                 |
| -------------- | ------------------ | ----------------------------------------------------- |
| Alfons Klein   | Algemeen directeur | Doodstraf door ophanging; uitgevoerd op 14 maart 1946 |
| Adolf Wahlmann | Arts               | Levenslang (vervroegde vrijlating in 1953)            |
| Heinrich Ruoff | Verpleger          | Doodstraf door ophanging; uitgevoerd op 14 maart 1946 |
| Karl Willig    | Verpleger          | Doodstraf door ophanging; uitgevoerd op 14 maart 1946 |
| Adolf Merkle   | Kantoor medewerker | 35 jaar hechtenis                                     |
| Irmgard Huber  | Verpleegster       | 25 jaar hechtenis (vervroegde vrijlating in 1952)     |
| Philipp Blum   | Kantoor medewerker | 30 jaar hechtenis                                     |